# 砚城镇
砚城镇，是中华人民共和国山西省忻州市五寨县下辖的一个乡镇级行政单位。区域面积35.31平方千米。

## 行政区划
砚城镇下辖以下地区：
南关村、西关村、城内村、东关村、中所村、坡底村、李家口村、周家村和小口子村。